# 莱默斯海姆
莱默斯海姆是德国莱茵兰-普法尔茨州的一个市镇。总面积12.96平方公里，总人口2558人，其中男性1216人，女性1342人（2011年12月31日），人口密度197人/平方公里。